# Blume (Band)
Blume ist eine italienische Elektro Band aus Mailand, die 2008 gegründet wurde. Im Februar 2009 kam ein erster Plattenvertrag mit dem US-amerikanischen Label A Different Drum zustande. Anfangs orientierte sich die Band an eher ruhigem Synthie-Pop, schlug dann jedoch eine härtere Gangart ein und ist heute eher im Bereich Elektro/Futurepop anzusiedeln.

## Diskografie
Alben
- 2010: Rise From Grey (A Different Drum)
- 2013: Autumn Ruins (WTII Records)
- 2018: Ashes (WTII Records)

Singles
- 2013: Western Rust (WTII Records)
- 2017: Blackening (WTII Records)